# Нікулешть (Димбовіца)
Нікулешть, Нікулешті (рум. Niculești) — село у повіті Димбовіца в Румунії. Входить до складу комуни Нікулешть.
Село розташоване на відстані 30 км на північний захід від Бухареста, 46 км на південний схід від Тирговіште, 110 км на південь від Брашова.

## Населення
За даними перепису населення 2002 року у селі проживали 2388 осіб. Рідною мовою 2385 осіб (99,9%) назвали румунську.
Національний склад населення села:
| Національність | Кількість осіб | Відсоток |
| -------------- | -------------- | -------- |
| румуни         | 2362           | 98,9%    |
| цигани         | 23             | 1,0%     |